# Jacob Geel

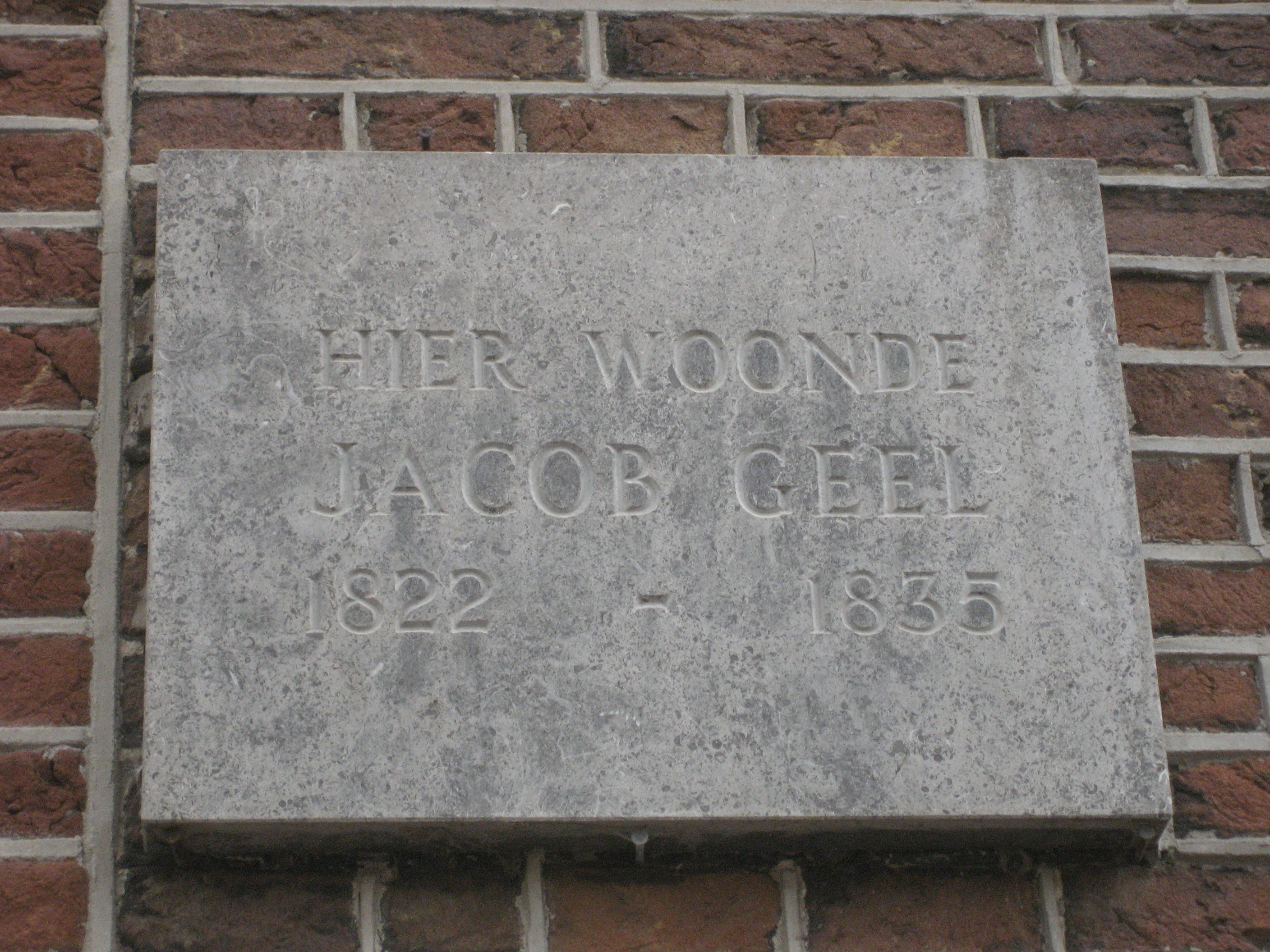
Herdenkingssteen voor Geel aan de gevel van Rapenburg 93-95 in Leiden

Jacobus (Jacob) Geel (Amsterdam, 12 november 1789 – Den Haag, 11 november 1862) was een Nederlandse literator, filoloog en bibliothecaris.
Geel is vooral bekend geworden door zijn boek Gesprek op den Drachenfels uit 1835, waarin hij in een tweegesprek de standpunten van het classicisme en de opkomende romantiek uiteenzette. Als filoloog publiceerde hij over Euripides, Xenophon, Theocritus en Aristophanes. In 1837 vertaalde hij A Sentimental Journey Through France and Italy van Laurence Sterne.
Van 1833 tot 1858 was Geel bibliothecaris van de Universiteit Leiden. Over het bezit van de bibliotheek publiceerde Geel twee catalogi: een van de boeken (1848) en een van de handschriften (1852).
In een aantal steden in Nederland zijn straten naar Geel vernoemd. Zo kent Amsterdam de Jacob Geelstraat, net als Utrecht en Haarlem. Leiden kent een Jacob Geelstraatje.